# Castiglion del Torto
Castiglion del Torto è un castello situato a Castiglioncello Bandini, frazione del comune di Cinigiano (GR).

## Storia
Il castello fu costruito in epoca medievale, più precisamente nel corso del Duecento, quando era denominato anche Castiglioncello di Stribugliano, vista la relativa vicinanza alla località di Stribugliano, attuale frazione del comune di Arcidosso.
Originariamente era un possedimento della famiglia Aldobrandeschi, che lo cedettero a Ranieri Giamboni, prima di entrare in possesso nel 1232 dei monaci dell'abbazia di San Salvatore al Monte Amiata. Dopo ulteriori passaggi di proprietà, fu ceduto alla famiglia senese Piccolomini-Bandini: proprio quest'ultima casata ha conferito la denominazione al borgo in cui sorge il castello.
Nel corso dei secoli il complesso è stato più volte ristrutturato, comportando così varie modifiche all'originario aspetto duecentesco: tra esse, sono da ricordare la costruzione nel corso del Cinquecento del cortile interno in stile rinascimentale e alcune ricostruzioni a fine Ottocento in stile neomedievale.

## Descrizione

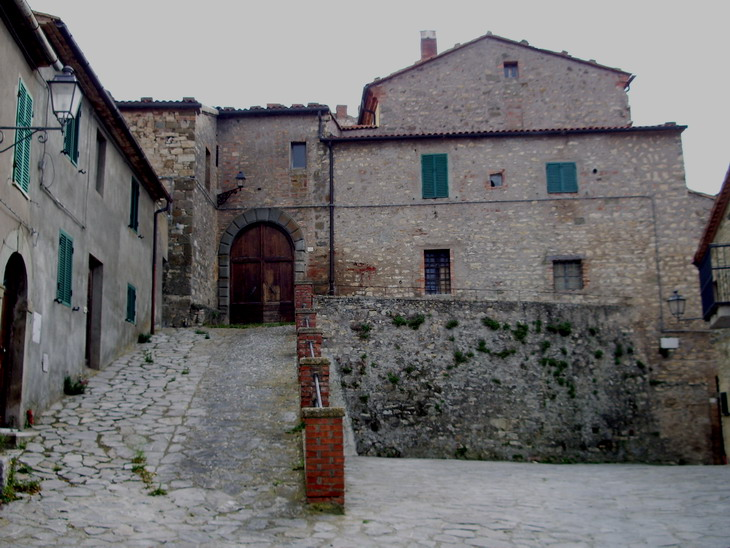
Veduta del lato del castello che si affaccia nel borgo

Castiglion del Torto è un imponente edificio costituito da una serie di corpi di fabbrica e da due strutture turriformi, con pareti murarie esterne interamente rivestite in pietra. Nell'insieme, lo sviluppo planimetrico è a sezione quadrangolare.
Mentre il torrione a sezione rotonda con basamento a scarpa cordonato ha conservato gran parte degli originari elementi stilistici di epoca tardomedievale, la torre più imponente a sezione quadrangolare è il frutto dei rifacimenti ottocenteschi in stile neomedievale, con bifore e merlatura sommitale. Il rimanente complesso è frutto dei lavori di rifacimento eseguiti in epoca cinquecentesca, ove i vari corpi di fabbrica addossati tra di loro racchiudono un pregevole cortile interno in stile rinascimentale.
Il lato nord-orientale e quello sud-orientale si affacciano su un ampio cortile esterno, mentre il lato sud-occidentale e quello nord-occidentale sono rivolti verso il borgo circostante: in particolare, il lato nord-occidentale presenta una porta di accesso ad arco tondo che immette direttamente verso la parte del borgo in cui si apre la piazza in cui sorge la chiesa di San Nicola. Il medesimo lato è preceduto da una cortina muraria su cui si addossa parte della struttura per adattarsi all'orografia del poggio su cui sorge.